# 합동특수작전사령부
합동특수작전사령부(Joint Special Operations Command (JSOC))는 노스캐롤라이나주, 포트 브래그에 주둔하고 있는 미국 특수 작전 사령부(USSOCOM) 예하 합동 특수 작전 사령부로, 각 군종의 티어1 특수부대를 지휘한다. 주로 육군 중장이 사령관이다.

## 티어 체계
미국의 특수부대는 3단계의 티어로 구분하고 있다. 특수임무부대(SMU)로도 알려진 티어1 특수부대는 합동특수작전사령부에서 지휘한다. 이들은 비정규전, 대테러 작전, 직접행동 또는 검은 작전(Black Operation)이다.
- 제1특수부대작전파견대-델타
- 해군특수전개발단
- 제24특수전술대대
- 정보지원활동처 - 델타 포스와 DEVGRU를 위해 인간 정보와 신호 정보를 수집한다.[1][2] 2001년 전략지원부서(Strategic Support Branch)가 만들어지기 전에는, ISA는 중앙정보부의 허가를 얻어서 작전을 수행했다. 따라서 델타 포스와 DEVGRU에 대한 지원 효율성이 떨어졌다.[1][3][4]
- 선발작전부대(Advanced Force Operations)

## 산하 조직
- 미국 육군: 델타포스

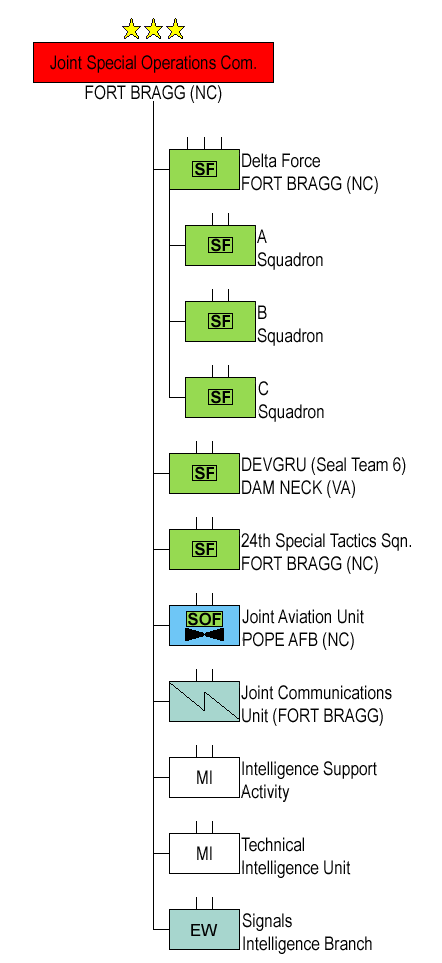
JSOC 편성 구조

- 미국 해군: 특수전 개발단(DEVGRU, 옛 "씰 6팀"(SEAL Six Team))
- 미국 공군: 제24특수전술대대
- 합동 항공 부대(Joint Aviation Unit), 노스캐롤라이나 주, 포페 공군 기지
- 합동 통신 부대(Joint Communication Unit), 노스캐롤라이나 주, 포트 브래그
- 정보 지원 활동대(미국 육군, Intelligence Support Activity (ISA))
델타포스와 데브그루를 위해 인간 정보와 신호 정보를 수집한다.[5][6] 2001년 전략 지원 부서(Strategic Support Branch)가 만들어지기 전에는, ISA는 CIA의 허가를 얻어서 작전을 수행했다. 따라서 델타 포스와 DEVGRU에 대한 지원 효율성이 떨어졌다.[7][8]
- 기술 첩보 부대(Technical Intelligence Unit)
- 신호 첩보 부대(Signal Intelligence Unit)

## 같이 보기
- 중앙정보국
- 미국 국방정보국
- 특수작전부대 (러시아)
- 연방수사국